# Ixodes aulacodi
Ixodes aulacodi är en fästingart som beskrevs av Joseph Charles Arthur 1956. Ixodes aulacodi ingår i släktet Ixodes och familjen hårda fästingar. Inga underarter finns listade i Catalogue of Life.